# Gele helmbloem
De gele helmbloem (Pseudofumaria lutea, synoniem: Corydalis lutea) is een vaste plant uit de papaverfamilie (Papaveraceae). De soort staat op de Nederlandse Rode Lijst van planten als vrij zeldzaam en stabiel of toegenomen. In Nederland is hij vanaf 1 januari 2017 niet meer wettelijk beschermd. De soort komt van nature voor in het zuidelijke deel van de Alpen en de Jura en is van daaruit ingeburgerd in Midden- en West-Europa. Het aantal chromosomen is 2n = 28. Vooral in de knol komt een giftig alkaloïde voor.
Onder de oppervlakte heeft de helmbloem een vrijwel geheel massieve knol. In het voorjaar ontspruiten uit deze knol stengels met dubbel tot drievoudig geveerde bladeren, die een van boven vlakke bladsteel hebben. De bladsteel heeft duidelijk afgescheiden vleugelranden, dit in tegenstelling tot de geelwitte helmbloem.
De 15–30 cm hoge plant bloeit van mei tot september, maar bij een gunstig voorjaar kan de bloeiperiode al in april inzetten. De langwerpige, gele bloemen zijn 3 mm breed en 15–20 mm lang. De spoor is 2–4 mm lang. De bloemen zijn gegroepeerd in dichte trossen. De kelk valt aan het begin van de bloei af.
De vrucht is een 9–10 mm lange en 3 mm brede doosvrucht. Het 30 mm lange en 15 mm brede, glanzend donkerbruine, fijn korrelrimpelige zaad heeft een afstaand, getand mierenbroodje, waardoor het door mieren verspreid wordt.

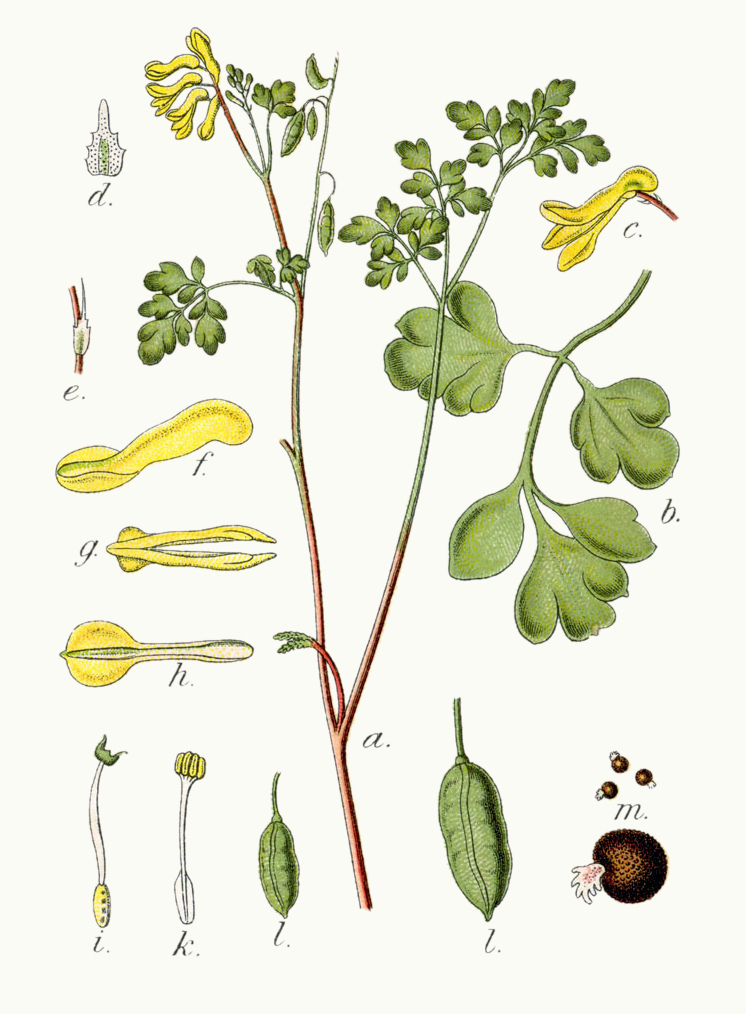
Illustratie van Sturm
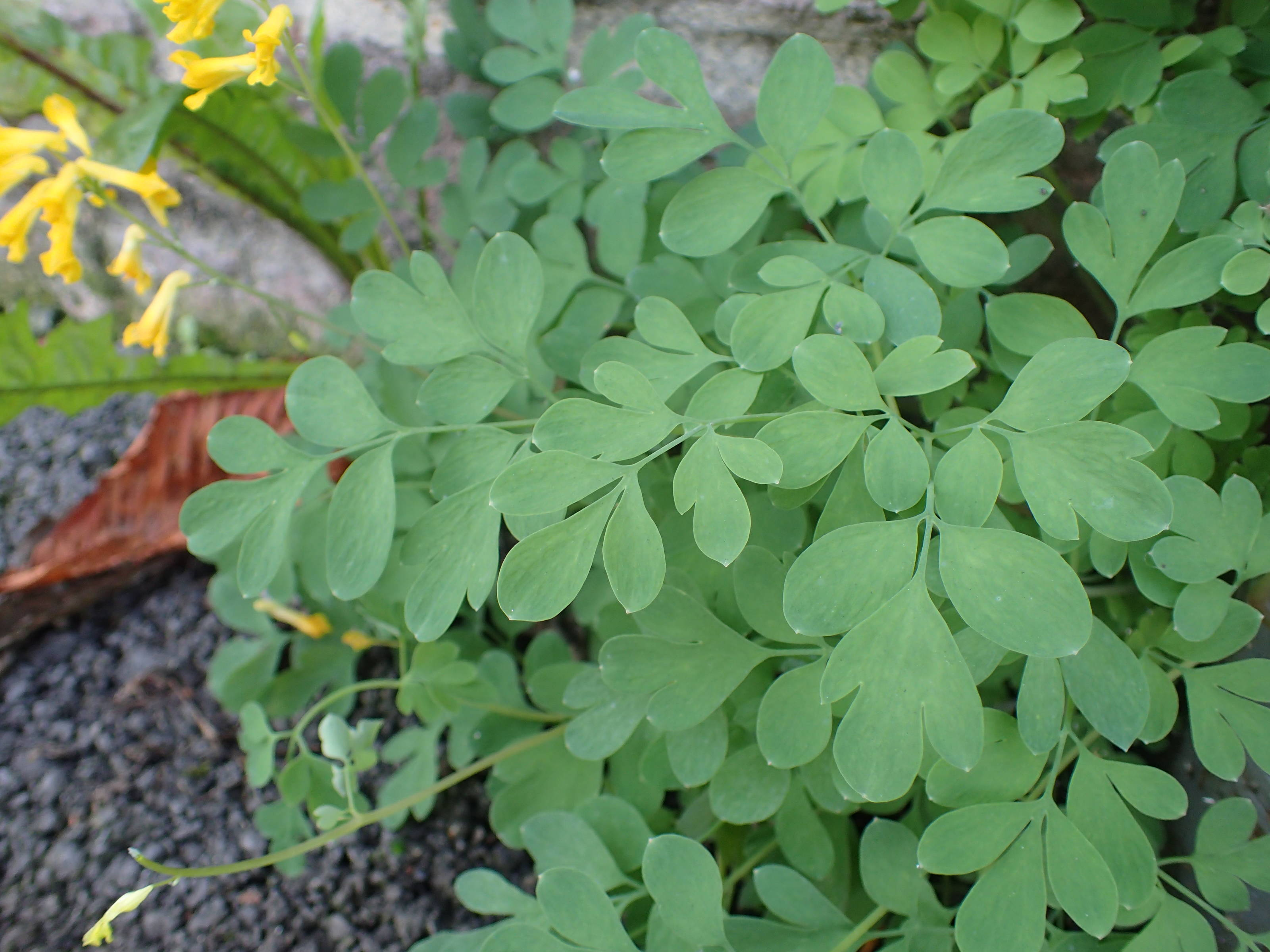
Bladeren
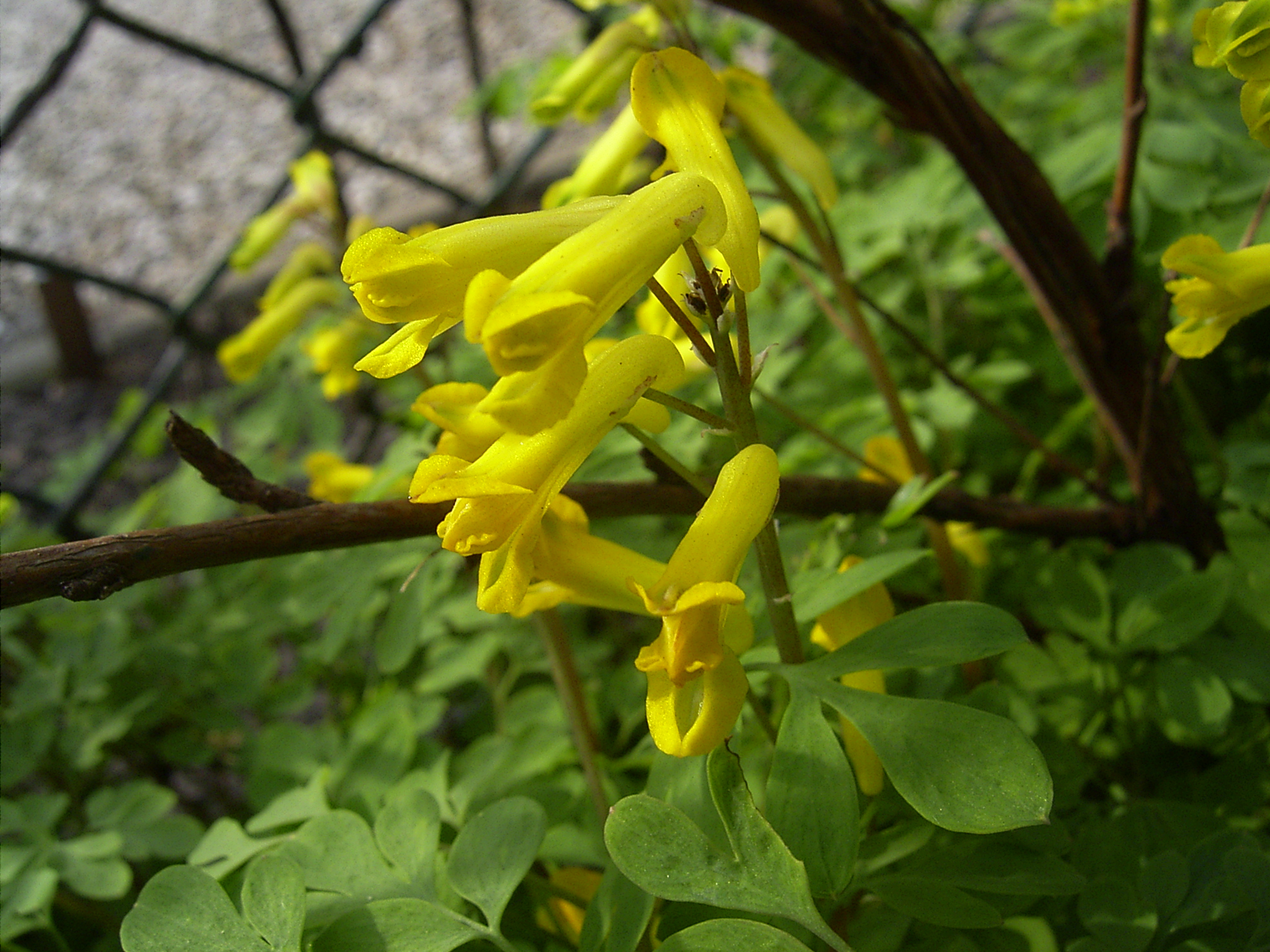
Bloemen
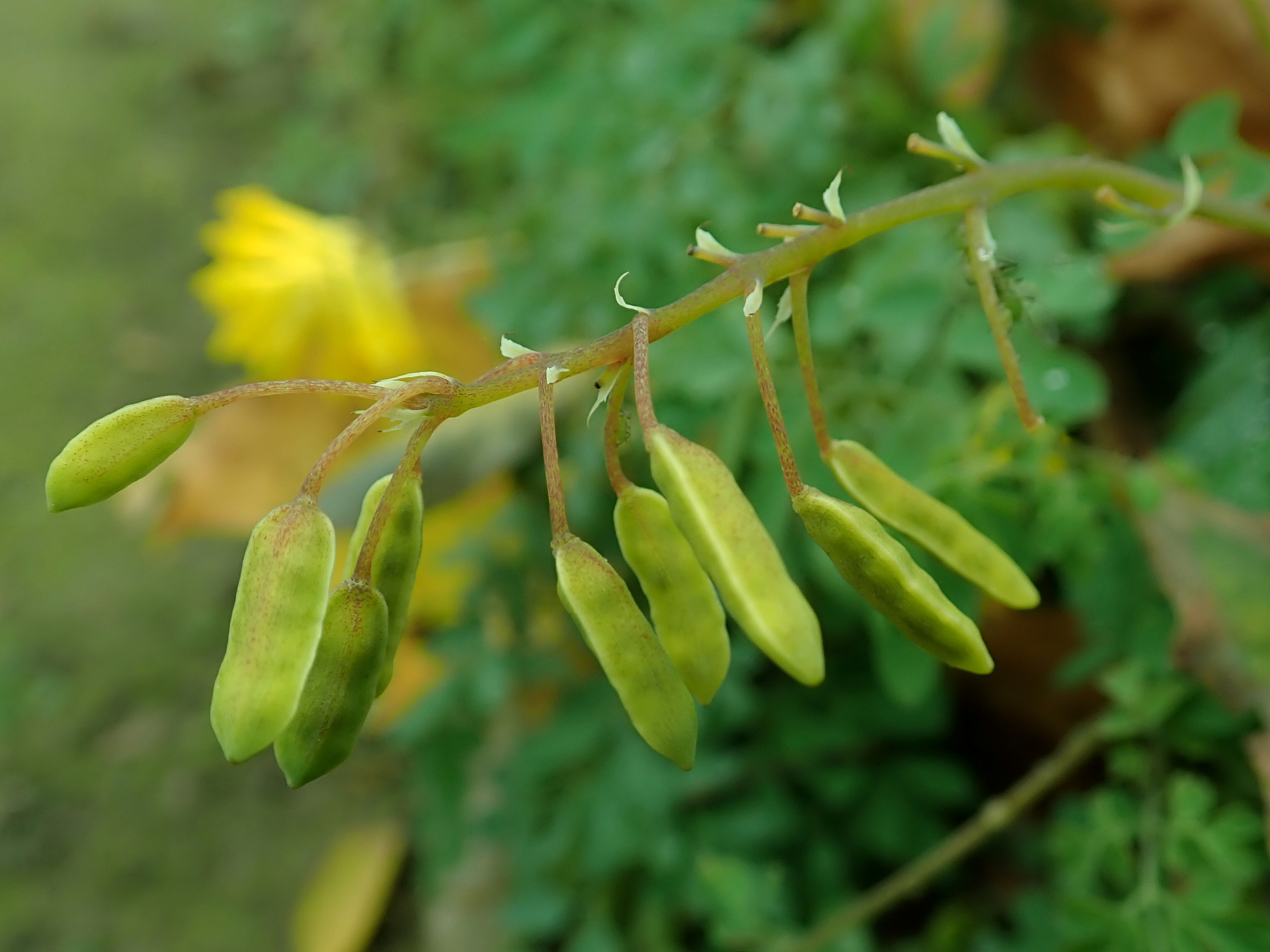
Vruchten

## Ecologie en verspreiding
Gele helmbloem is bij uitstek een stadsplant die groeit op oude vochtige en beschaduwde muren en andere stenige plaatsen zoals grachtmuren en voegen in trappen. Deze plant breidt zich steeds verder uit in het stedelijk gebied vooral in de grote steden van de Randstad en in Zuid-Limburg. Deze soort komt oorspronkelijk uit de kalkrotsen in de Alpen en wordt sinds de 19e eeuw als sierplant in tuinen gebruikt. Vandaar is deze geelbloeiende soort verwilderd en naar het noorden opgeschoven. De zaden worden door duiven verspreid. Deze alledaagse stadsplant hoort bij de nieuwe stadsplantengemeenschap van vochtige muren waartoe veel bijzondere varens behoren. Gele helmbloem, die een lange bloeiperiode kent, kan verward worden met de geelwitte helmbloem (Pseudofumaria alba) die lichtere bloemen heeft. De plant geeft de voorkeur aan een plek in de halfschaduw op licht zure, humusrijke grond.

## Plantengemeenschap
De gele helmbloem is een kensoort voor de muurvaren-klasse (Asplenietea).